# Petra Perle
Petra Perle (Munich, 1962 ou 1963) est une chanteuse allemande. 